# Wild Life (Spiel)
Wild Life ist ein Brettspiel, das von dem Tierschützer und -fänger Peter Ryhiner in Zusammenarbeit und mit Unterstützung der Artenschutzorganisation World Wildlife Fund entwickelt wurde. Es erschien zuerst 1964 bei dem Schweizer Spieleverlag Carlit und ab 1965 beim Ravensburger Spieleverlag in Zusammenarbeit mit der Edition Carlit.

## Spielweise
Das Spiel Wild Life befasst sich mit dem Artenschutz sowie der Möglichkeit der Arterhaltung durch den gezielten Einsatz des Tierfangs und von Nachzuchtprogrammen in Zoos zum Erhalt bedrohter Tierarten. Die Spieler übernehmen dabei die Rolle von Zoobesitzern und müssen weltweit für ihren Zoo jeweils passende Tiere fangen oder kaufen. Das Spielprinzip ist dabei grob an Monopoly angelegt, hat mit diesem jedoch optisch wenig Übereinstimmungen.
Das Spielmaterial bestand in den ersten Auflagen der Ravensburger-Version neben der Spielanleitung aus
- einem Spielplan, auf dem eine Weltkarte und zahlreiche Tierarten abgebildet sind,
- 48 Tierkarten mit Artporträts, Fangkosten und Wertangaben der Tiere,
- 20 Transportkarten,
- 20 Hafenkarten,
- 20 Serata-Karten (laut Spielanleitung ist Serata der Name eines weißen Python in Indien, in dessen Gestalt die Göttin Hali alle tausend Jahre die Erde besucht und die Peter Ryhiner dort entdeckte und nach dem Sanskrit-Namen für „Schönheit“ benannte),
- vier Spielfiguren in Form von Großwildjägern,
- zwei Würfel,
- 48 transparente Deckplättchen und
- Spielgeld im Wert von 300.000 Mark mit dem Porträt von Otto Maier,[2] dem Verlagsgründer des Ravensburger Verlages.

Später wurden die Abdeckplättchen durch Tierplättchen ersetzt und es kamen 24 Kunststoff-Chips hinzu. Zudem wurden die Serata-Karten (und das Serata-Feld) aus dem Spiel entfernt.

### Spielvorbereitung

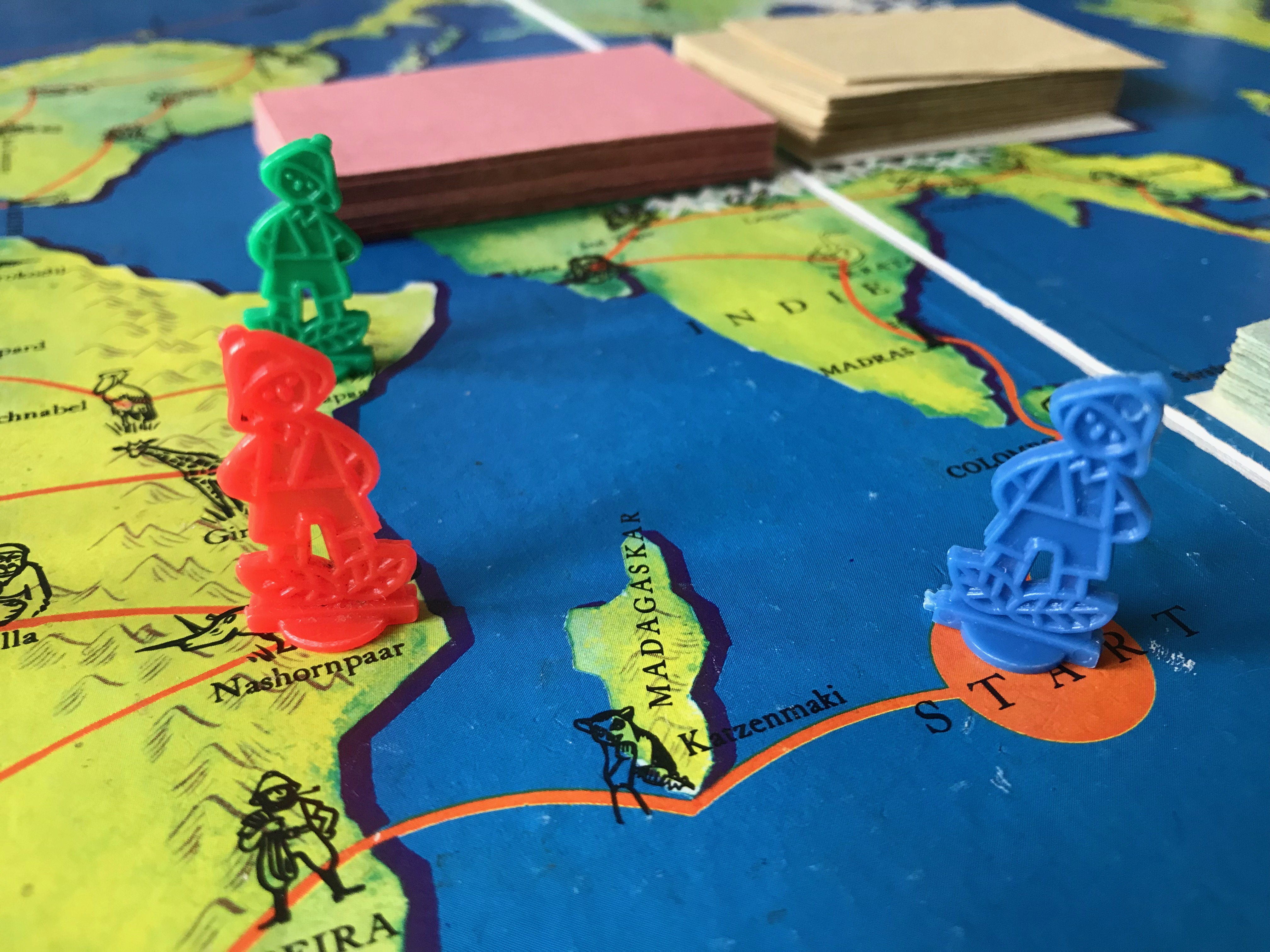
Spielfiguren kurz hinter dem Startfeld

Zu Beginn jedes Spieles wird ein Tierhändler bzw. Spielleiter bestimmt, der den Ablauf des Spiels überwacht, die Kasse verwaltet und die  Grundstücke verkauft. Dieser Spieler kann entweder aktiv mitspielen oder nur als Tierhändler fungieren. Die konkreten Spielregeln sind variabel an die unterschiedliche Spielerzahl angepasst. Bei drei Spielern kann entweder ein Spieler Tierhändler sein und zwei Spieler kaufen am Spielbeginn je einen Zoo oder es wird alternativ ein Zoo aus dem Spiel genommen und alle drei Spieler erwerben je einen Zoo. Auch im Spiel mit vier Spielern erwirbt jeder Spieler einen Zoo, es muss jedoch keiner entfernt werden. Im Spiel mit fünf Spielern ist ein Spieler Tierhändler und alle anderen Spieler kaufen einen Zoo zu Spielbeginn. Der Spielplan wird in die Tischmitte gelegt und der Tierhändler sortiert die farbigen Tierkarten nach den verschiedenen Zoos und „Tierhändler“. Diese fünf Stapel platziert er offen vor sich. Die Kartenstapel „Hafen“, „Transport“ und „Serata“ werden verdeckt auf die entsprechenden Felder des Spielplans gelegt. Danach erhält jeder Spieler ein Startkapital von 55.000,-. Reihum wird gewürfelt und jeder Spieler beginnend mit dem, der die höchste Augenzahl gewürfelt hat, muss einen Zoo kaufen. Dabei haben die unterschiedlichen Zoos unterschiedlich hohe Preise:
- Raubkatzen- und Bärenzoo: 15.000,-
- Affen- und Vogelzoo: 10.000,-
- Dickhäuterzoo: 1.000,-
- Kinderzoo: 2.000,-

Abhängig vom gekauften Zootyp erhält jeder Spieler eine Spielfigur sowie die farbigen Deckplättchen. Die Spielfiguren werden auf das Startfeld auf dem Spielplan gestellt.

### Spielablauf
Beginnend mit dem Spieler, der bei der Zooauswahl die niedrigste Augenzahl geworfen hat, ziehen die Spieler reihum im Uhrzeigersinn. Sie müssen über eine vorgegebene Reiseroute auf der Weltkarte um die Welt reisen, wobei jedes Tier, jede Figur, jedes Signet und jeder Zoo auf der Karte als Zugfeld zählt. Die Route führt entgegen dem Uhrzeigersinn zuerst nach Madagaskar, danach nach Afrika, Südamerika, Nordamerika, Australien, die Inseln von Ozeanien und Südostasien und Südasien. Über Indien und Sri Lanka führt sie zurück zum Startfeld. Immer, wenn ein Spieler über das Startfeld kommt, bekommt er 2.000,- aus der Kasse, und wenn er genau auf dieses Feld kommt, bekommt er 4.000,-. Der aktive Spieler würfelt jeweils mit beiden Würfeln und darf die gewürfelte Zahl vorrücken.
Der Spieler kann dabei unterschiedliche Felder erreichen:
- Immer wenn ein Spieler auf ein Tierfeld kommt, darf er die entsprechende Tierkarte kaufen. Der Preis ist auf den jeweiligen Karten als Fangkosten angegeben. Die Spieler dürfen dabei sowohl Karten für den eigenen Zoo wie auch solche zum Handeln erwerben. Sobald sie die Fangkosten bezahlen, legen sie die Karten offen vor sich ab.
- Erreicht ein Spieler ein Tierhändler-Feld (Mensch), darf er eine Tierart seiner Wahl aus dem Vorrat des Tierhändlers zum vollen Preis (Wert) kaufen. Danach kommt es zu einer öffentlichen Versteigerung, bei der der Tierhändler die jeweils oberste des Tierhändlerstapels mit den Fangkosten als Mindestgebot anbietet; der Spieler mit dem höchsten Gebot erhält die Karte.

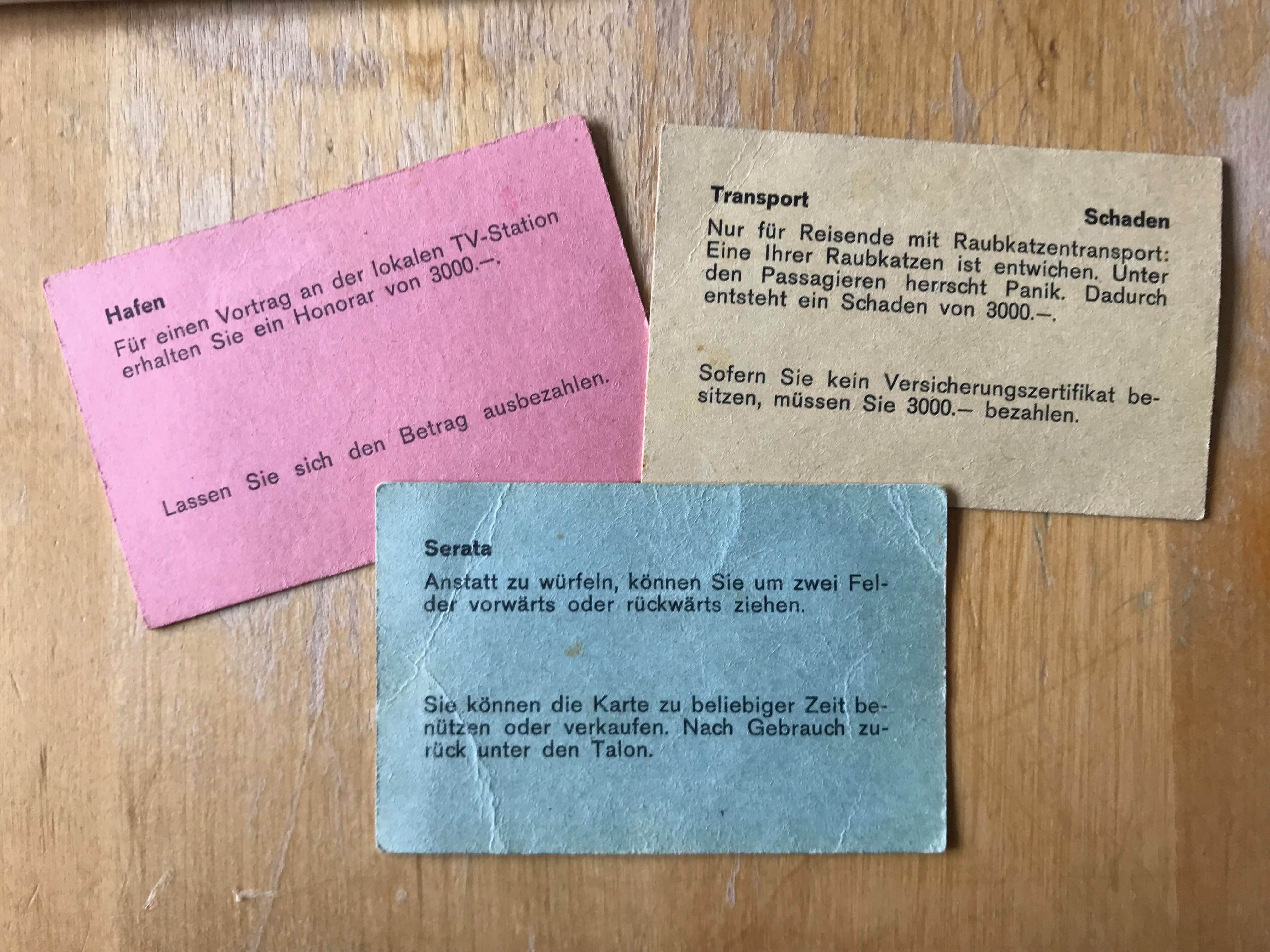
Ereigniskarten „Hafen“, „Transport“ und „Serata“

- Kommt ein Spieler auf eines der Ereignisfelder „Hafen“ (Leuchtturm) oder „Transport“ (Schiff), muss er eine entsprechende Karte ziehen und die Anweisungen befolgen.
- Kommt er auf das „Serata“-Feld in Indien, zieht er zwei entsprechende Karten.

Zusätzlich bekommt jeder Spieler, der einen Pasch wirft, eine „Serata“-Karte und kann danach seine Figur ziehen.
- Kommt ein Spieler auf die „Insel der ausgestorbenen Tiere“, muss er dort zwei Runden aussetzen. Diese Insel ist die Insel Mauritius im Indischen Ozean, auf der der Dodo lebte und innerhalb sehr kurzer Zeit nach seiner Entdeckung ausgerottet wurde.
- Kommt ein Spieler auf den Yellowstone-Nationalpark, wird er für das Füttern von Bären mit Zucker bestraft und auf die „Insel der ausgestorbenen Tiere“ gesetzt, wo er eine Runde aussetzen muss.

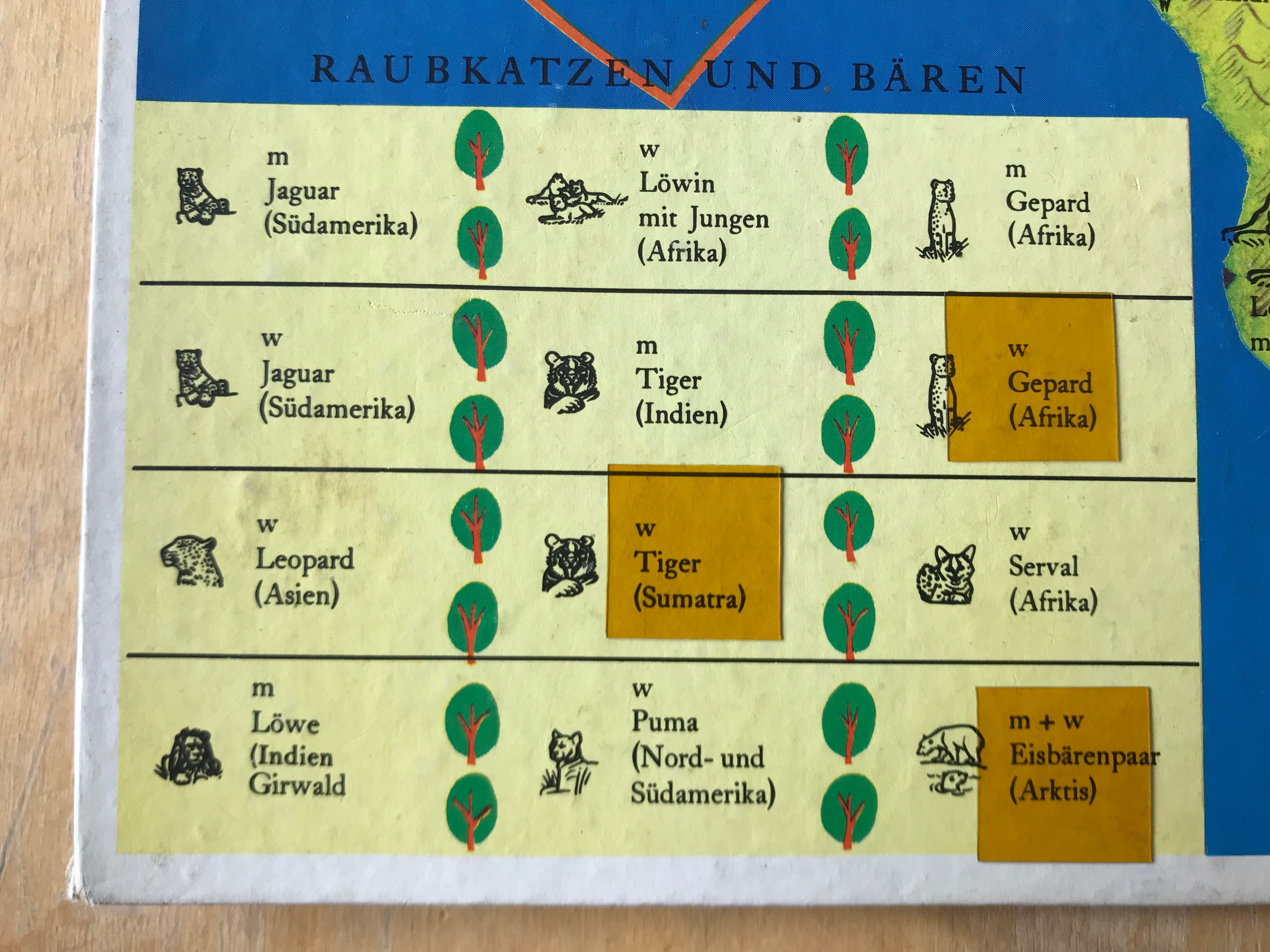
Zooablage; gewonnen hat der Spieler, der zuerst alle 12 Tiere seines Zoos besitzt.

Kommt ein Spieler an dem Feld seines eigenen Zoos vorbei, kann dort die bis zu diesem Zeitpunkt erworbenen Tierkarten unterbringen und danach weiterziehen. Dafür platziert er die farbigen Deckplättchen auf die Felder der Tierarten, deren Karten er vor sich liegen hat, und legt die Karten beiseite. Kommt der Spieler auf einen fremden Zoo, muss er auf jeden Fall dort anhalten; die restlichen Würfelaugen verfallen. Führt er Tierkarten mit sich, muss er dem Zoobesitzer für jedes Tier Unterkunfts- und Verpflegungskosten bezahlen:
- Im Raubkatzen- und Bärenzoo: 200,-
- Im Affen- und Vogelzoo: 300,-
- Im Dickhäuterzoo: 400,-
- Im Kinderzoo: 400,-

Ist der Zoo bereits mit mehr als der Hälfte der benötigten Tierarten gefüllt, muss der Besucher die doppelte Summe zahlen. Der Spieler darf dem Zoobesitzer allerdings auch Tiere zum Verkauf anbieten und muss für verkaufte Tiere keine Unterbringungskosten bezahlen. Grundsätzlich dürfen Spieler immer, wenn ein Spieler im Zoo ist, über den Tausch, Kauf und Verkauf von Tieren verhandeln. Sobald ein Käufer den vollen Wert einer Tierkarte bietet, muss der Besitzer diese an ihn verkaufen.
Sobald alle Tierkarten der vier Zootypen (ohne die Tierhändlerkarten) verkauft sind, darf der Tierhändler nach Abstimmung mit den Mitspielern eine einmalige Subvention von 10.000,- an jeden Mitspieler auszahlen. Hat ein Spieler kein Geld mehr und ist zahlungsunfähig, muss er den Tierhändler so viele seiner Tierkarten zum halben Wert verkaufen, wie benötigt werden, um offene Rechnungen zu zahlen. Die Karten werden auf den Tierhändler-Stapel gelegt und können später vom Tierhändler verkauft bzw. versteigert werden.
Das Spiel endet, wenn es einem Spieler gelungen ist, alle 12 Felder seines Zoos zu bevölkern. Dieser Spieler ist Gewinner des Spiels und die anderen Spieler können entweder weiterspielen oder anhand der noch freien Felder im Zoo die Nächstplatzierten verteilen.

### Änderungen in späteren Auflagen
In späteren Auflagen des Spiels wurden einige Einzelheiten des Spiels verändert, wobei das Grundprinzip beibehalten wurde. So wurde das Startfeld auf die Stadt Morges als Hauptsitz des WWF verlegt und die Route führt zuerst nach Island und Grönland, das Serata-Feld in Indien mit den Serata-Karten wurde entfernt und gegen ein Panda-Feld in China ersetzt. Die transparenten Abdeckplättchen wurden durch Bildplättchen ersetzt.
In diesem Spiel wurden zudem drei Varianten des Spiels beschrieben: eine für Kinder, eine normale und eine für „Meister“.

#### Standardvariante
Die Standardvariante entspricht im Wesentlichen dem ursprünglichen Spiel. Wie dort müssen zu Spielbeginn alle Spieler einen Zoo wählen, allerdings ist nun die Höhe des Startkapitals abhängig vom Zootypen:
- Kinderzoo: 80.000,-
- Affen- und Vogelzoo: 70.000,-
- Dickhäuter- und Reptilienzoo: 60.000,-
- Raubkatzen- und Bärenzoo: 55.000,-

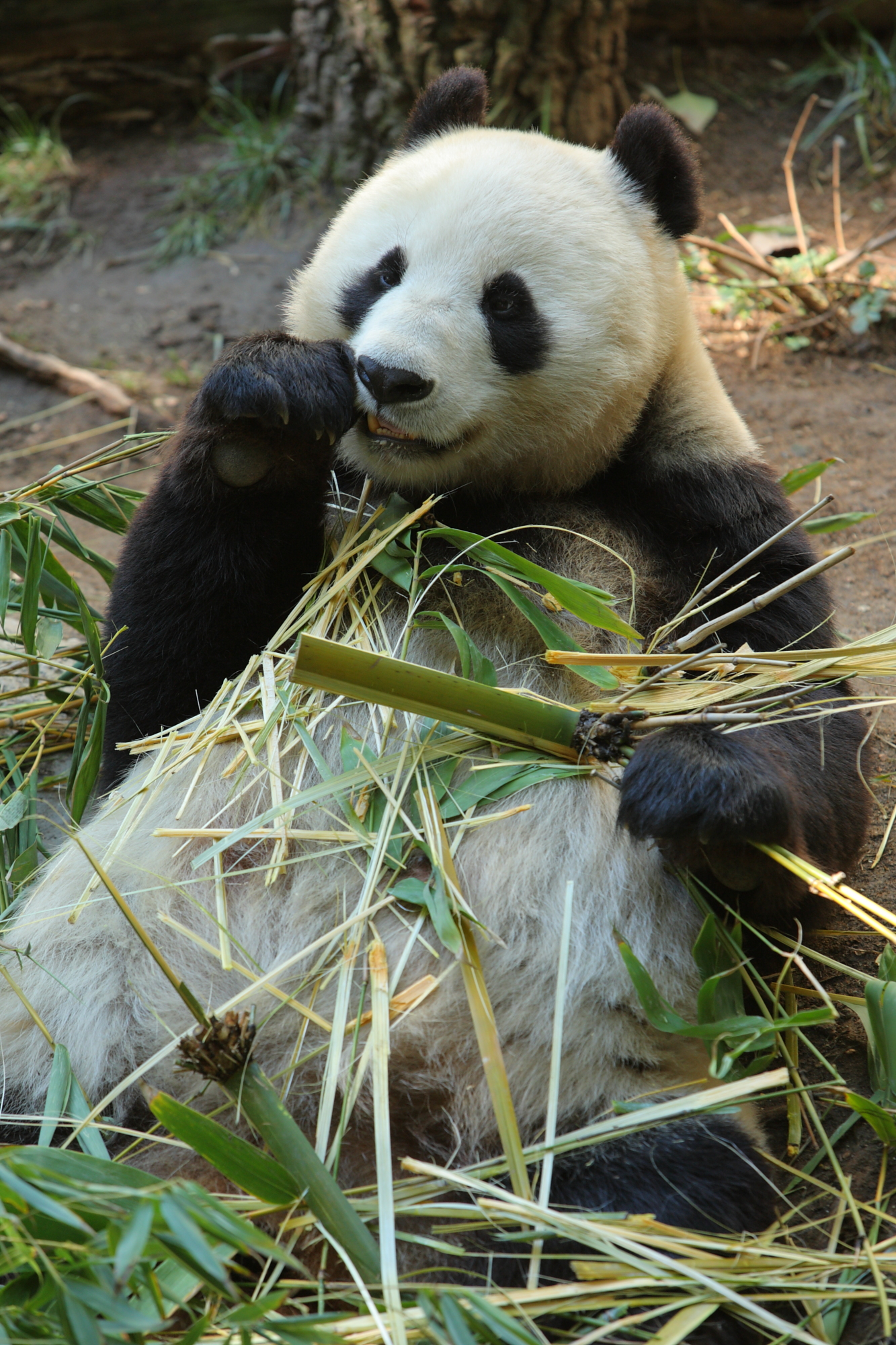
Dem Großen Panda kommt in späteren Auflagen eine besondere Rolle zu: Um ihn zu erreichen müssen die Spieler einen deutlichen Umweg von ihrer Route einlegen.

Beginnend mit dem Besitzer des Kinderzoos würfeln die Spieler und ziehen ihre Figuren entlang der Reiseroute, wobei sie auch hier wieder auf verschiedene Felder treffen:
- auf einem Tierfeld können sie die abgebildete Tierarten für die Fangkosten kaufen.
- auf einem Tierfeld, auf dem kein Tier mehr gekauft werden kann, darf der Spieler für 2.000,- einen Chip in der Farbe seines Zoos kaufen und diesen auf das Feld platzieren. Der nächste Spieler, der dieses Feld besucht, muss dem Chipbesitzer ein Tier zu den Fangkosten verkaufen oder, wenn er kein entsprechendes Tier hat, 1.000,- bezahlen.
- auf einem Hafenfeld und einem Transportfeld müssen die Spieler die jeweils obere Karte der entsprechenden Stapel aufnehmen und durchführen.
- das Panda-Feld kann nur über einen Umweg erreicht werden: Der Spieler, der den Panda fangen will, muss seinen Zug in Shanghai beenden und die restlichen Würfelaugen verfallen lassen. Im nächsten Feld kann er den Panda nur mit einem ungeraden Würfelwurf mit einem Würfel erreichen und in der danach folgenden Runde kommt er nur mit einem geraden Würfelwurf mit einem Würfel weiter.
- Tierhändlerfelder haben in dieser Version keine Bedeutung.
- Kommt ein Spieler am Startfeld vorbei, bekommt er 2.000,- und die oberste zu seinem Zoo passende Tierkarte; bleibt er auf dem Startfeld stehen, bekommt er neben der Tierkarte einen Forschungszuschuss in Höhe eines Würfelwurf mit einem Würfel * 1.000,-.

Der Besuch eines eigenen oder fremden Zoos wird genauso behandelt wie in der ursprünglichen Version, allerdings beträgt die zu zahlende Summe pro Tier für Unterkunft und Verpflegung grundsätzlich 300,- bzw. 600,- unabhängig vom Zootyp. Auch hier dürfen der Besucher und der Zoobesitzer mit ihren Tieren handeln und tauschen. Die restlichen Regeln entsprechen der ursprünglichen Version des Spiels.

#### Variante für Kinder
In der Variante für Kinder wird auf das Geld und die Ereigniskarten verzichtet. Die Kinder würfeln zu Beginn des Spiels und wählen ihre Zoos in der Reihenfolge ihrer Augenzahlen aus. Sie würfeln danach reihum und ziehen immer entsprechend der Augenzahl vorwärts. Landen sie auf einem Hafen- oder Transport-Feld, dürfen sie erneut würfeln. Kommen die Spieler auf ein Tier, bekommen sie dieses ohne Bezahlung. Bei einem Besuch in einem fremden Zoo können sie mit dem Zoobesitzer Karten tauschen und im eigenen Zoo können sie die Tiere abdecken, deren Karten sie besitzen. Immer wenn ein Spieler über das Startfeld kommt, bekommt er die oberste Tierkarte, und wenn er auf dem Feld landet, sogar zwei Karten vom Stapel. Kommt ein Spieler auf ein Feld, dessen Tierart bereits vergeben ist, legt er dort einen Chip in der Farbe seines Zoos ab. Der nächste Spieler, der auf das Feld kommt, muss dem Besitzer des Chips ein Tier aus seiner Auslage schenken.

#### Variante für „Meister“
Die Variante für „Meister“ entspricht im Wesentlichen der Standardvariante, allerdings kommen hier die Tierhändlerfelder auf den Städten Asunción, Dakar, Hyderabad und Sydney hinzu. Der Spieler, der diese zuerst erreicht, darf sie kaufen und mit einem weißen Chip besetzen. Dabei darf jeder Spieler nur eine Tierhändler-Station besitzen. Kommt ein Spieler auf die Station, darf ihm der Besitzer der Station ein gewünschtes Tier (mit Ausnahme des Pandas) aus der jeweiligen Region zu einem festen Preis verkaufen:
- Asunción: 10.000,-; Region Nord- und Südamerika
- Dakar: 15.000,-; Region Afrika und Madagaskar
- Hyderabad: 10.000,-; Region Indien, Südostasien, Sumatra, Jawa, Komodo und Sibirien
- Sidney: 10.000,-; Region Australien, Neuguinea und Borneo

Die Einnahmen für den Handel gehen an den Besitzer der Station, alle weiteren Regeln entsprechen der Standardversion.

## Ausgaben und Rezeption
Das Spiel Wild Life wurde von dem Schweizer Tierfänger Peter Ryhiner entwickelt und 1964 mit Unterstützung der Artenschutzorganisation World Wildlife Fund bei dem Schweizer Spieleverlag Carlit (heute als Marke Teil der Ravensburger-Gruppe) veröffentlicht. Ab 1965 erschien es beim Ravensburger Spieleverlag in Zusammenarbeit mit der Edition Carlit.
Das Spiel enthält in seinen ersten Auflagen ein Geleitwort des World Wildlife Fund, das von dem damaligen Bundestagspräsidenten Eugen Gerstenmaier, dem WWF-Vorsitzenden Bernhard Grzimek und den beiden stellvertretenden Vorsitzenden Walter Gerling und Albert Löhr unterzeichnet wurde. Es ist verbunden mit der Empfehlung der Aktion „Natur in Gefahr“ des WWF und erklärt, dass ein Teil der Verkaufserlöse des Spiels an die Stiftung abgegeben werden. Zusätzlich werden Käufer animiert, die Aktion „Natur in Gefahr“ mit einer Spende zu unterstützen.
Der Spielekritiker Eugen Oker beschrieb das Spiel in einer Rezension in der Zeitung Die Zeit vom 29. Oktober 1965 gemeinsam mit dem von Bernhard Grzimek im Verlag I. W. Spear & Söhne herausgegebenen Bilderlottospiel Ein Platz für Tiere als „ausgezeichnetes Spiel“, wobei ihn der Spendenaufruf verstimmte. Er beschrieb das Spiel wie folgt sehr durchwachsen:

„„Wild Life“ ist das ziemlich reinrassige Nesthäkchen der Familie „Monopoly“ mit Rundlauf, Ereigniskarten und einem Haufen Geld. […] Zuerst erwerben die Teilnehmer einen der vier Zoos in den Ecken des Spielplanes. Die Preise schwanken etwas unrealistisch zwischen ein- und fünfzehntausend Mark. Doch das ist eine Falle: zum billigen Zoo gehören die teuersten Tiere! […] Im späten Spielabschnitt scheinen die Kontinente von Tieren entleert zu sein: „Wild Life“ findet nicht mehr statt. An seine Stelle tritt blanker Handel: Notverkäufe an Tierhändler, Versteigerungen. Die letzten Tiere sind, um den Zoo zu füllen, nur schwer zu beschaffen; Geldmangel und Konkurrenzneid lassen den Tierfänger um den Erdball rotieren. Manchmal aber ist es auch umgekehrt: Da schleppt einer ein ausgewachsenes Nashorn mehrmals um den Globus, ehe er es los wird.“

Wild Life war bis 1986 mit 60.000 Exemplaren das erfolgreichste von Carlit entwickelte Spiel.

## Belege
1. 1 2 3 4 5 6 7 8 9  Offizielle Spielregeln für Wild Life, Deutsche Version um 1965.
2. 1 2  Eugen Oker: Ein Platz für Tiere. Die Zeit, 29. Oktober 1965; abgerufen am 17. März 2017.
3. 1 2 3 4 5 6 7 8  Offizielle Spielregeln für Wild Life, Deutsche Version von 1975.
4. ↑  Versionen von Wild Life in der Datenbank BoardGameGeek; abgerufen am 17. März 2017.
5. ↑  Geleitwort in den Spielregeln für Wild Life, Deutsche Version um 1965.
6. ↑  Wie entsteht ein neues Spiel? – Gesellschaftsspiele von Carlit im Bieler Tagblatt, Nummer 2, Seite 4 vom 4. Januar 1986, abgerufen auf e-newspaperarchives.ch am 25. Februar 2025